# 高湜
高 湜（こう しょく、538年 - 560年）は、中国の北斉の皇族。高陽康穆王。高歓の十一男。母は游氏。字は須達。

## 経歴
天保元年（550年）5月に北斉が建てられると、6月に高湜は高陽王に封ぜられた。天保10年（559年）閏4月、侍中から尚書右僕射に転じた。11月、尚書左僕射に進んだ。
高湜は滑稽でもって文宣帝に愛され、常に側近に仕えて、諸王に鞭撻した。婁太后は高湜のことをうとましく考えていた。高湜の妃の父の張晏之が道で高湜に挨拶したとき、高湜は返礼しなかった。文宣帝がその理由を訊ねると、高湜は「官職のない男にどうして礼すべきでしょうか」と答えた。そこで文宣帝は張晏之を抜擢して徐州刺史とした。10月に文宣帝が死去すると、高湜は司徒を兼任し、葬儀において笛を吹き胡鼓を打って音楽とした。このため婁太后は高湜を百回あまり鞭打った。乾明元年（560年）2月6日、その傷がもとで鄴の邸で死去した。享年は23。婁太后は「死なせるつもりはなかった」と言って泣き悲しんだ。仮黄鉞・太師・司徒・録尚書事・雲州刺史の位を追贈された。諡は康穆といった。
子の高士義が爵位を嗣いだ。

## 伝記資料
- 『北斉書』巻10 列伝第2
- 『北史』巻51 列伝第39
- 高湜墓誌